# 女皇鎮公共圖書館
女皇鎮公共圖書館（英語：Queenstown Public Library）是一間位於新加坡女皇鎮的公共圖書館，於1970年4月30日正式啟用，是新加坡立國以來的首間全日制圖書館。該圖書館樓樓面面積3,349平方米，由National Library Board管理。

## 歷史
1960年11月12日，位於新加坡史坦福路的國家圖書館正式啟用。與此同時，新加坡首個公共社區女皇鎮（名稱來自伊利沙伯二世於1953年的加冕儀式）開始發展，擁有學校、市集、診所等等，但沒有圖書館。因此於1968年11月，女皇鎮圖書館開始建造，並於1970年落成，是為新加坡首個全日制圖書館。